# Swiss Miss

Logo Swiss Miss được sử dụng từ năm 2010

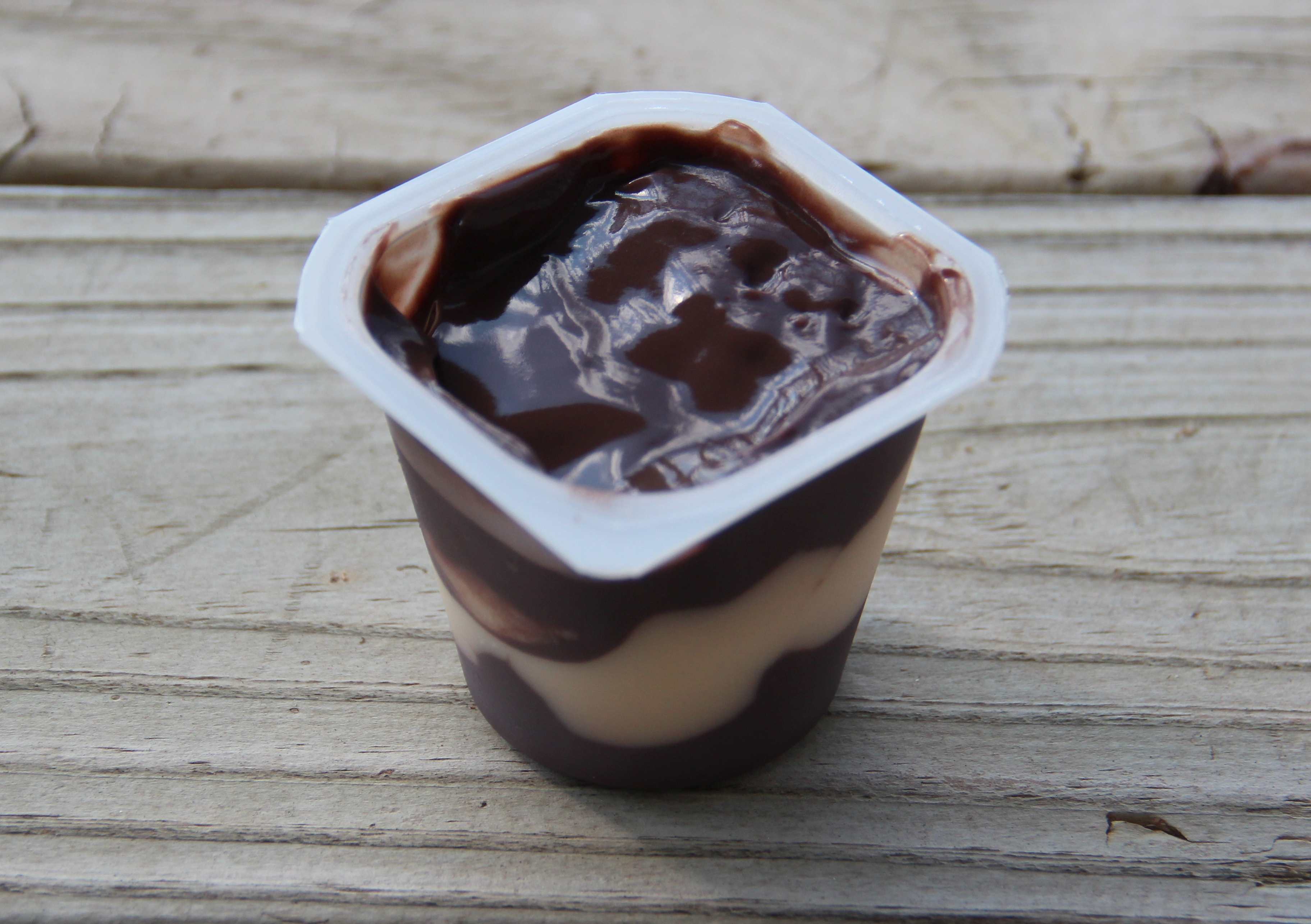
Cốc bánh pudding Swiss Miss

Swiss Miss là tên một thương hiệu dành cho những sản phẩm: bột ca cao và bánh pudding được bán bởi công ty thực phẩm Mỹ Conagra Brands.
Họ có nhiều sản phẩm gồm nhiều loại Sô-cô-la nóng khác nhau. Sôcôla của họ là thường xuyên có sẵn và "không thêm đường", với lại có hoặc không có những viên kẹo dẻo nhỏ, Great Start Cocoa (củng cố với 15 loại vitamin và khoáng vật cần thiết) và Pick-Me-Up (với 67 miligram caffeine/gói).

## Lịch sử
Vào thập niên 1950s, công ty bán sản phẩm sôcôla nóng ban đầu của họ như một món đồ uống trên tàu đến những hành khách hàng hàng không. Chỉ sau đó món đồ uống trở nên phổ biến đã làm nó được bán trong các cửa hàng tạp hóa.